# Drittstimme
Die Drittstimme (englisch: the Third Vote) ist eine von Andranik Tangian im Rahmen der Mathematischen Theorie der Demokratie entwickelte Wahlmethode, die das Konzept politischer Vertretung auf die Repräsentation der Politik (englisch: Policy representation) erweitert. Sie befasst sich mit der objektiven und differenzierten Darstellung von Wählerpräferenzen für politische Maßnahmen aufgrund ihrer Inhalte und befreit sich so weit wie möglich von externen Einflüssen wie Charisma von Politikern, PR Kampagnen, Medienpräsenz, Werbung u. ä.

## Merkmale
Das Ziel der Drittstimme-Methode ist es, die Aufmerksamkeit der Wähler von politischen Einzel-Persönlichkeiten auf konkrete politische Fragen zu lenken, welche für die betroffene Wählergemeinschaft aktuell relevant sind. Die Frage Wer soll gewählt werden?  wird durch die Frage Was wird gewählt? (Parteiprogramm) ersetzt. Stimmen werden nicht einzelnen Kandidatennamen gegeben, sondern nach politisch relevanten Fragen in Form eines maximal neutralen Fragebogens ausgewertet. Dabei sollen die Wähler zu konkreten, neutral formulierten Ja/Nein-Fragen Stellungen nehmen, welche Bezug auf die Programme der Kandidaten herstellen. Es werden die gleichen Daten wie beim Wahl-O-Mat angewendet, allerdings auf andere Weise ausgewertet.
Im Unterschied zum Wahl-O-Mat, gibt der Fragebogen der Drittstimme-Methode keine Abstimmungsempfehlung für jeden Benutzer ab. Stattdessen bestimmt die Drittstimme das politische Profil der ganzen Wählerschaft mit Pros- und Cons-Prozentanteilen zu jedem einzelnen Thema. Der Wahlsieger wird infolgedessen ein Kandidat, dessen politisches Profil am besten zu den politischen Wünschen der gesamten Wählerschaft passt.
Wenn es sich bei den Kandidaten um politische Parteien handelt, die um Parlamentssitze konkurrieren, wird die Nähe zwischen den Parteiprofilen zu dem Wählerschaftsprofil mathematisch gemessen, und die Parlamentssitze werden proportional zu diesen Indizes zugeordnet.
Wenn anstelle von Kandidaten Entscheidungsoptionen in Betracht gezogen werden, konzentrieren sich die Fragen auf ihre spezifischen Eigenschaften.
Da es sich immer um ein Wählerschaftsprofil handelt, quasi um einen einzelnen Wähler, entsteht kein Mehrwählerparadoxon wie die Paradoxe von Borda, Condorcet und Arrow.

## Geschichte
Die Drittstimme-Wahlmethode wurde in den 2010er Jahren von Andranik Tangian im Rahmen der Mathematischen Theorie der Demokratie an der Hans-Böckler-Stiftung und dem Karlsruher Institut für Technologie entwickelt, um die Programmrepräsentation zu verbessern, die Irrationalität der Wähler zu verringern und die Wahlparadoxa zu vermeiden. Obwohl diese Wahlmethode vollständig selbstgenügend ist, wurde sie zuerst als Ergänzung zum Zwei-Stimmen-System getestet. Der Name „Drittstimme“ (third vote) unterstreicht die Komplementarität zum Zwei-Stimmen-System des personalisierten Verhältniswahlrecht (englisch mixed-member proportional representation, MMP), das u. a. in Deutschland, Neuseeland, Bolivien, Lesotho, Thailand, Südafrika, Südkorea, Vereinigtes Königreich (Schottland, Wales und Londoner Versammlung) und Äthiopien verwendet wird.
Die Drittstimme wurde erstmals während der jährlichen Studentenparlaments-Wahlen (StuPa-Wahlen) 2016–2019 am Karlsruher Institut für Technologie getestet und optimiert. Die Experimente wurden auf der Third Vote-Website überwacht und die Ergebnisse wurden in den deutschen Medien sowie auf dem Weltforum für Demokratie 2016 und 2019 diskutiert.

## Beispiel
Tabelle 1 zeigt fünf dichotome Fragen (unter der Annahme von Ja / Nein-Antworten) und die Antworten von drei Parteien – Konservativen, Sozialisten und Grünen – und von drei gleich großen Wählergruppen – A, B und C. Die Fragen 1 bis 5 sind die Fragen 1, 2, 7, 28 und 32 des Wahl-O-Mat 2017, und die Antworten auf diese Fragen sind die der deutschen konservativen Partei CDU/CSU, den Sozialdemokraten SPD und der GRÜNE.
| Frage                                                            | Partei        | Partei      | Partei |  | Wählergruppe | Wählergruppe | Wählergruppe | Balance der öffentlichen Meinung | Balance der öffentlichen Meinung |
|                                                                  | Konservativen | Sozialisten | Grünen |  | A            | B            | C            | Ja                               | Nein                             |
| 1. Inlandseinsatz der Armee zur Terrorismusbekämpfung            | Ja            | Nein        | Nein   |  | Nein         | Ja           | Nein         | 1/3                              | 2/3                              |
| 2. Höhere Steuern für Dieselkraftstoff                           | Nein          | Nein        | Ja     |  | Nein         | Ja           | Ja           | 2/3                              | 1/3                              |
| 3. Erweiterung der Videoüberwachung                              | Ja            | Ja          | Nein   |  | Ja           | Nein         | Nein         | 1/3                              | 2/3                              |
| 4. Gesetzliche Krankenversicherung für alle                      | Nein          | Ja          | Ja     |  | Ja           | Nein         | Ja           | 2/3                              | 1/3                              |
| 5. Erlaube Cannabis Verkäufe                                     | Nein          | Nein        | Ja     |  | Nein         | Nein         | Nein         | 0                                | 3/3                              |
|                                                                  |               |             |        |  |              |              |              |                                  |                                  |
| Popularität (durchschnittliche Größe der vertretenen Gruppe) in% | 47            | 60          | 53     |  |              |              |              |                                  |                                  |
| Größe der Parlamentsfraktion in%                                 | 29            | 38          | 33     |  |              |              |              |                                  |                                  |

Tabelle 1 enthält den Partei-Repräsentativitäts-Index, die „Popularität“, die die durchschnittliche Größe der vertretenen Gruppe darstellt. Die Konservativen stehen zum Beispiel zu den Fragen 1 bis 4 wie 1/3 aller Wähler und zur Frage 5 genauso wie alle Wähler (3/3). Daraus ergibt sich,
{\displaystyle {\text{P}}_{\text{Konservativen}}={\frac {1/3+1/3+1/3+1/3+3/3}{5}}={\frac {7}{15}}\approx 47\%.}
Die Popularität der Sozialisten und Grünen wird auf die gleiche Weise errechnet und ergibt 60 % bzw. 53 %. Wahlsieger sind daher die Sozialisten.
Die Parlamentssitze werden proportional zur Popularität der Parteien zugeteilt:
{\displaystyle {\text{Konservativen : Sozialisten : Grünen}}\approx {\frac {47:60:53}{47+60+53}}\approx 29\%:38\%:33\%.}

## Implementierung
Formulierung der Fragen.
Die Fragen werden von den Kandidaten selbst im Rahmen des Wahlkampfs vorgeschlagen, dadurch könnten sie suggestiv wirken.
Danach beantwortet jeder Kandidat alle Fragen, einschließlich Fragen anderer Kandidaten. Dabei werden vollständige politische Profile aller Kandidaten definiert.
Endgültige Auswahl der Fragen.
Die endgültige Auswahl weniger Fragen für die Wahlzettel, die den Kontrast zwischen den Kandidaten am besten hervorheben, erfolgt entweder durch eine Sonderkommission wie im Fall von Wahl-O-Mat oder durch ein Computerprogramm, das die Antworten der Parteien analysiert.
Ungleiche Bedeutung von Fragen.
Da gewisse Themen relevanter und ausschlaggebender für die gesamte Wählerschaft sind, können nicht alle Fragen die gleiche Gewichtung bei der Wahl bekommen. Die Wähler könnten während der Wahl persönliche Fragengewichtungen zuweisen (z. B. Einzel-
/Doppelgewicht wie in dem Wahl-O-Mat oder von 0 – unwichtig bis 5 – sehr wichtig). Die Summe der Wählergewichte für jede Frage wird dann verwendet, um die „durchschnittliche“ öffentliche Meinung über die relative Bedeutung jedes Themas zu bestimmen, die dann in Berechnungen verwendet wird.
Berücksichtigung der Glaubwürdigkeit der Kandidaten.
Ohne die Berücksichtigung der Erst- oder Zweitstimme könnten unbekannte, unseriöse Kandidaten von den Wahlen profitieren. Um das Vertrauen der Wähler zu berücksichtigen, wird die Drittstimme mit der traditionellen Abstimmung nach Kandidatennamen kombiniert. Die endgültige Bewertung der Kandidaten basiert dann auf dem Durchschnitt des Popularitätsindex und dem Prozentsatz der
Stimmen, die der Kandidat erhalten hat.
Wahlzettel.
Ein beispielhaftes Stimmzettelformular, das von der Wählergruppe A ausgefüllt wird, ist in Tabelle 2 gezeigt.
| Frage                                                 | Ja | Nein | Gewicht |
| ----------------------------------------------------- | -- | ---- | ------- |
| 1. Inlandseinsatz der Armee zur Terrorismusbekämpfung |    | X    | 1       |
| 2. Höhere Steuern für Dieselkraftstoff                |    | X    | 1       |
| 3. Erweiterung der Videoüberwachung                   | X  |      | 1       |
| 4. Gesetzliche Krankenversicherung für alle           | X  |      | 1       |
| 5. Erlaube Cannabis Verkäufe                          |    | X    | 1       |
|                                                       |    |      |         |
| Abstimmung für Party (optional)                       |    |      |         |
| Konservativen                                         |    |      |         |
| Sozialisten                                           | X  |      |         |
| Grünen                                                |    |      |         |

Implementierungsdetails und Kompatibilität mit herkömmlichen Abstimmungsmethoden sind im Buch zusammengefasst.

## Drittstimme versus Stimmenmehrheit, Borda-Wahl und Condorcet-Methode
Im obigen Beispiel findet die Drittstimme einen einzelnen Gewinner. Dies ist nicht der Fall bei der Mehrheitswahl (die Wähler geben ihre Stimme für die Lieblingskandidaten ab) oder bei der Condorcet oder  Borda-Methoden, die die in Tabelle 3 gezeigten Wählerpräferenzreihenfolgen verwenden.
In Klammern sind die VAA-Bewertungen angegeben, also die Anzahl der Zufälle im Wähler- und Parteiprofil. Zum Beispiel stimmt die Wählergruppe A in fünf Fragen mit den Sozialisten überein, in drei Fragen mit den Konservativen und in zwei Fragen mit den Grünen. Daher lautet die Präferenzreihenfolge der Gruppe A „Sozialisten > Konservative > Grüne“.
| Rang | Präferenzreihenfolgen von Wählergruppen | Präferenzreihenfolgen von Wählergruppen | Präferenzreihenfolgen von Wählergruppen |
| ---- | --------------------------------------- | --------------------------------------- | --------------------------------------- |
|      | A                                       | B                                       | C                                       |
| 1    | Sozialisten (5)                         | Konservativen (3)                       | Grünen (4)                              |
| 2    | Konservativen (3)                       | Grünen (2)                              | Sozialisten (3)                         |
| 3    | Grünen (2)                              | Sozialisten (1)                         | Konservativen (1)                       |

Tabelle 4 zeigt, dass weder die Mehrheitsabstimmung noch die Borda-Wahl (Summe der Ränge) noch die Condorcet-Methode (paarweise Abstimmung) zu einem einzigen Gewinner führt.
|                              | Konservativen       | Sozialisten         | Grünen              |
| Anzahl der Stimmen           | 1                   | 1                   | 1                   |
|                              |                     |                     |                     |
| Borda-Wert (Summe der Ränge) | 2+1+3=6             | 1+3+2=6             | 3+2+1=6             |
|                              |                     |                     |                     |
| Paarweise Abstimmung         | Stimmenverhältnisse | Stimmenverhältnisse | Stimmenverhältnisse |
| Konservativen                |                     | 1:2                 | 2:1                 |
| Sozialisten                  | 2:1                 |                     | 1:2                 |
| Grünen                       | 1:2                 | 2:1                 |                     |

Tatsächlich hat jede Wählergruppe ihren eigenen Lieblingskandidat, die Rangsummen (Borda-Werte) sind für alle drei Kandidaten gleich, und die paarweise Abstimmung (Condorcet-Methode) führt zu einem Condorcet-Zyklus ohne das schwächste Glied, das geschnitten werden könnte:
{\displaystyle {\text{Konservativen}}{\stackrel {2:1}{\succ }}{\text{Grünen}}{\stackrel {2:1}{\succ }}{\text{Sozialisten}}{\stackrel {2:1}{\succ }}{\text{Konservativen}}.}